# العمارة الاستعمارية في إندونيسيا

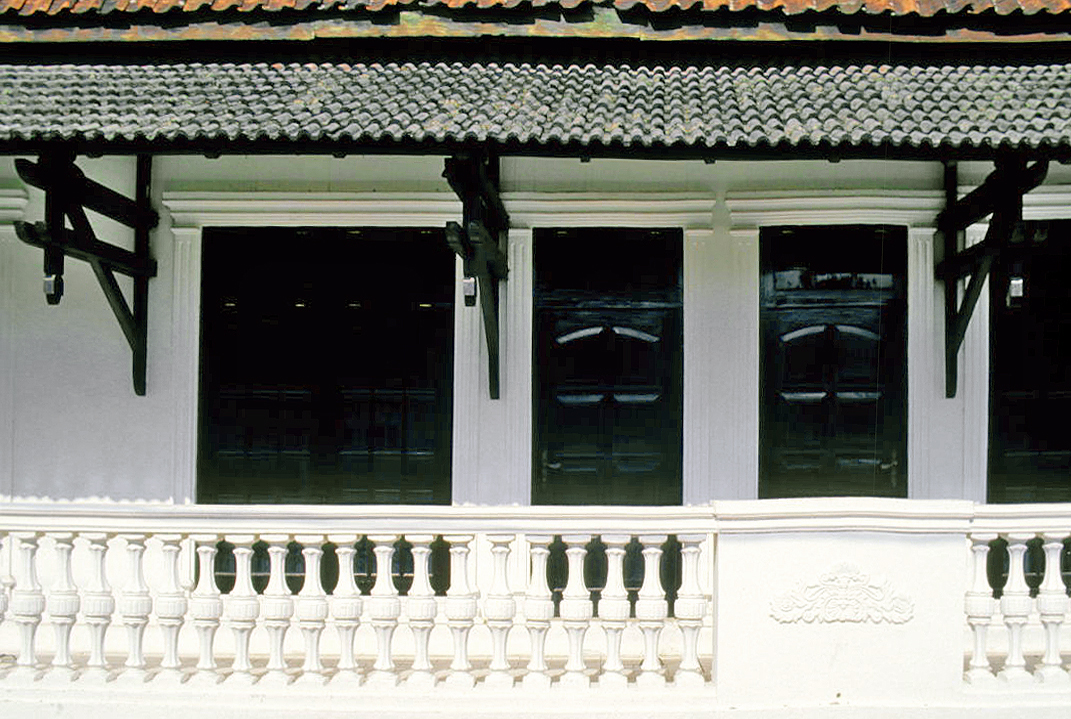
تفاصيل مبنى استعماري. يوجياكارتا، جاوة، إندونيسيا

نشأت العمارة الاستعمارية الهولندية في إندونيسيا عبر الأرخبيل الذي كان معروفًا ذات مرة باسم الهند الشرقية الهولندية. تقع معظم أفضل الهياكل الاستعمارية الراسخة في جاوة وسومطرة، وكانت تُعتبر أكثر أهمية من الناحية الاقتصادية خلال فترة الإمبراطورية الهولندية. نتيجة لذلك، هناك عدد كبير من المباني الاستعمارية المتركزة في مدنها، إلى جانب الكثير من حصون عصر شركة الهند الشرقية الهولندية والمستودعات المنتشرة في جميع أنحاء الأرخبيل، خاصة حول جزر مالوكو وسولاويزي. هناك ثلاثة أساليب معمارية استعمارية هولندية:
- أسلوب الهند القديمة
- الأسلوب الإمبراطوري الهندي
- الأسلوب الهندي الجديد

## العمارة المبكرة: محاكاة البلد الأم
عند الوصول إلى جزر الهند الشرقية، كانت العمارة الهولندية مستمدة أساسًا من المعرفة وحرفة العمل الخاصين بالبلد الأمن وغالبًا ما كانت الأعمال الحجرية هي المفضلة في أبنيتها. اسُتخدمت في السابق الأخشاب ومنتجاتها الثانوية بشكل حصري تقريبًا في جزر الهند، باستثناء بعض المباني الرئيسية للعمارة الدينية وعمارة القصور. استُبعدت المستعمرات الهولندية بشكل رئيسي من قبل شركة الهند الشرقية الهولندية، خلال الفترة المبكرة من الاستعمار، إذ اهتمت بوظيفة المبنى عوضًا عن مظهره.
باتافيا هي واحدة من أولى المستوطنات الهولندية الكبرى (في وقت لاحق جاكارتا)، التي كانت في القرنين السابع عشر والثامن عشر مدينة محصنة من الطوب، بُنيت من الحجر على أرض منخفضة. بُنيت المستوطنات الهولندية في القرن السابع عشر بشكل عام داخل دفاعات حجرية من الأسوار لحمايتها من هجوم المنافسين التجاريين الأوروبيين الآخرين ومن الثورات المحلية. كانت القلعة عبارة عن قاعدة عسكرية ومركز للتجارة والإدارة. تقع المدينة ضمن شبكة مع وحدات مقسمة من خلال القنوات، تتكامل مع مجلس المدينة والكنائس، تمامًا مثل أي مدينة هولندية كانت قائمة في ذلك الوقت. توصف المنازل داخل باتافيا بأنها «طويلة إلى حد ما مع واجهة ضيقة وجدران جصية تتخللها نوافذ عرضية مزودة بأعمال الخيزران من أجل التهوية. مثلما هو الحال في هولندا، كانت هذه المنازل عبارة عن منازل متدرجة ذات فناء صغير. يمكن ملاحظة سلوك مماثل لتخطيط المدن والعمارة في تطوير شركة الهند الشرقية لميناء سمارانغ في القرن الثامن عشر.
لم يفعل المستعمرون شيئًا يُذكر على مدى قرنين تقريبًا، لتكييف عاداتهم المعمارية الأوروبية مع المناخ الاستوائي، فقد بنوا في باتافيا قنوات عبر أراضيها المنخفضة، بُني أمامها صفوف من المنازل ذات نوافذ صغيرة ونظام تهوية سيء، اعتمد معظمها الأسلوب الصيني الهولندي. تحولت هذه القنوات مع الوقت إلى مكبات للنفايات الضارة ومياه الصرف الصحي وشكلت أرضًا مثالية لتكاثر بعوض الأنوفيليس، فانتشرت الملاريا والزحار في جميع أنحاء العاصمة الاستعمارية الهولندية في الهند الشرقية. بدأ الناس داخل باتافيا بحلول النصف الثاني من القرن السابع عشر، ببناء عقارات وفيلات ريفية كبيرة على طول قناة مولينفليت، ومن أفضل الأمثلة الناجية عليها، القصر السابق في رينير دو كليرك الذي بُني بأسلوب أوروبي أصيل.

### التأثير الصيني
شجعت كل من شركة الهند الشرقية الهولندية ولاحقًا الحكومة الهولندية الهجرة الصينية إلى مستعمراتها في جزر الهند الشرقية، فجاء هؤلاء الصينيون كعمال وانتهى الأمر بالعديد منهم أن أصبحوا مقاولين خلال التنمية المبكرة لباتافيا. وُصفت باتافيا، في أوائل القرن الثامن عشر، بأنها «مدينة صينية»، وسيطر الصينيون على القطاع التجاري والاقتصادي في العديد من المواقع الاستيطانية في شركة الهند الشرقية الهولندية حول جزر الهند الشرقية. تمتلك العديد من المدن الاستعمارية الرئيسية عددًا كبيرًا من المتاجر الصينية، التي احتوت على عناصر صينية وهولندية وأخرى تنتمي للسكان الأصليين، خاصة فيما يتعلق بنظام التهوية. لسوء الحظ، هُدمت العديد من الأمثلة على هذه المساكن الصينية على نطاق واسع، لصالح المكاتب الصغيرة الحديثة رخيصة الثمن. ما تزال أجزاء من سورابايا وميدان ووتانغيرانغ تمتلك أمثلة قليلة تقع في منطقة الحي الصيني. يُعد قصر تشانغ ياو شي في ميدان، الذي بُني عام 1900 على يد رجل أعمال صيني غني يُدعى تشانغ ياو تشي، وأيضًا بناء كاندرانايا المبني في جاكارتا عام 1807 من كابيتان الصين من أهم الأمثلة على ذلك. بنى الصينيون أيضًا معابد أجدادهم في العديد من المدن، وخاصة ضمن الأحياء الصينية التاريخية في جميع أنحاء البلاد بالأسلوب الصيني المفروض. يُعد معبد كيم تيك لي في غولدوك أقدم المعابد التي صمدت من عام 1650.

### التكيف المبكر مع البيئة المحلية
على الرغم من أن البيوت الصفية والجدران الصلبة المغلقة والقنوات، بُنيت في بداية الأمر للحماية من الأمراض الاستوائية التي يحملها الهواء الاستوائي، تعلم الهولنديون تكييف الأسلوب المعماري الخاص بهم مع ميزات المباني المحلية (الطنف الطويل والشرفات والبورتيكو والنوافذ الكبيرة وفتحات التهوية).
كانت المنازل الريفية في الهند الهولندية خلال منتصف القرن الثامن عشر من بين المباني الاستعمارية الأولى التي دمجت العناصر المعمارية الإندونيسية وحاولت التكيف مع المناخ. يعود النموذج الأساسي، مثل التنظيم الطولي للفراغات واستخدام أسقف جوغلو وليماسان، لجاوة، لكن هذا النموذج دمج العناصر الزخرفية الأوروبية مثل الأعمدة الكلاسيكية الجديدة حول الشرفات العميقة. يُعرف هذا الأسلوب بالأسلوب الهندي.